# سیلویو اواسیرو
سیلویو اواسیرو (انگلیسی: Sylvio Ouassiero؛ زادهٔ ۷ مهٔ ۱۹۹۴) بازیکن فوتبال اهل فرانسه است.
وی همچنین در تیم‌های ملی فوتبال زیر ۱۷ سال فرانسه، زیر ۱۸ سال فرانسه، زیر ۱۹ سال فرانسه، زیر ۲۰ سال فرانسه، و ماداگاسکار بازی کرده‌است.